# Rioux (Charente-Maritime)
Rioux é uma comuna francesa na região administrativa da Nova Aquitânia, no departamento de Charente-Maritime. Estende-se por uma área de 18,98 km². Em 2010 a comuna tinha 995 habitantes (densidade: 52,4 hab./km²).